# Гэмбл, Джон (бейсболист)
Джон Роберт Гэмбл—младший (англ. John Robert Gamble Jr.; 10 февраля 1948, Рино, Невада — 1 сентября 2022, Оровада, там же) — американский бейсболист, играл на позиции шортстопа. В 1972 и 1973 годах выступал за клуб Главной лиги бейсбола «Детройт Тайгерс».

## Биография
Джон Гэмбл родился 10 февраля 1948 года в Рино в штате Невада. Старший из трёх сыновей в лютеранской семье, имевшей ирландские и датские корни. Его отец Джон-старший работал учителем, позднее занимал должность в департаменте образования Невады. Он же стал для сына первым бейсбольным тренером. Во время учёбы в школе в Карсон-Сити Гэмбл играл в бейсбольной, баскетбольной и футбольной командах. После выпуска он получил предложение спортивной стипендии от Тихоокеанского университета из Стоктона, им интересовались профессиональные клубы. На драфте Главной лиги бейсбола 1966 года его во втором раунде выбрал клуб «Лос-Анджелес Доджерс».
Подписав контракт с клубом, Гэмбл начал профессиональную карьеру в составе фарм-команды «Огден Доджерс». Несмотря на то, что он лишился возможности играть в турнире NCAA, в межсезонья Гэмбл получал образование в Невадском университете. В дебютном сезоне он помог команде, которой руководил Томми Ласорда, выиграть чемпионат Лиги пионеров, и стал лучшим среди шортстопов по количеству разыгранных дабл-плеев. В 1967 году он вместе с «Доджерс» второй раз подряд выиграл чемпионат. Гэмбл заметно прибавил как отбивающий и снова стал лидером по дабл-плеям, хотя также допускал много ошибок в защите.
С 1968 по 1970 год он выступал на уровне A-лиги, в основном за «Дейтону-Бич Доджерс» во Флориде. Его показатель отбивания на этом этапе карьеры составил 26,8 %, но Гэмбл начал проявлять себя как скоростной игрок. В 1968 году он украл 38 баз, а в 1970 уже 60. В декабре 1970 года во время драфта по правилу №5 его выбрал клуб «Детройт Тайгерс». Сезон 1971 года Гэмбл провёл в команде AA-лиги «Монтгомери Ребелс», где в 137 проведённых матчах отбивал с результатом 25,2 % и украл 38 баз. Зимой его включили в расширенный состав «Тайгерс».
Весной 1972 года он боролся за место резервного шортстопа команды, но в итоге ему предпочли ветерана Сесара Гутьерреса. Большую часть сезона Гэмбл провёл в клубе AAA-лиги «Толидо Мад Хенс», где он украл только 13 баз, но вошёл в тройку лидеров чемпионата по количеству триплов. В сентябре он был вызван в основной состав и дебютировал в Главной лиге бейсбола. До конца сезона он принял участие в шести играх, в основном выходя на поле как пинч-раннер, не отметившись результативными действиями. Схожим образом сложился для Гэмбла и сезон 1973 года — он сыграл в семи матчах как пинч-раннер, а после возвращения в строй травмированного Уилли Хортона был переведён в Толидо. Чемпионат он досрочно завершил из-за травмы колена и последующей операции.
С 1974 по 1976 год Гэмбл играл в фарм-системе Детройта, проведя большую часть времени в команде Эвансвилл Триплетс. Лучшим для него стал сезон 1975 года, в котором команда выиграла чемпионский титул Американской ассоциации и младшую Мировую серию. Его показатель отбивания по ходу сезона составил 28,8 %. В следующем году эффективность Гэмбла на бите резко упала, а хорошей скорости он не показывал уже давно, и он принял решение о завершении спортивной карьеры.
После ухода из спорта Гэмбл вернулся в Рино. До своего выхода на пенсию в 2005 году он работал в управлении парков округа Уошо. Одновременно с этим он участвовал в любительских соревнованиях по софтболу, тренировал несколько школьных команд. В 2014 году его избрали в Зал славы школьного спорта Невады.
Джон Гэмбл скончался 1 сентября 2022 года в Ораваде в Неваде. Ему было 74 года.